# Rue Donnée
Pour les articles homonymes, voir Rue Diderot.
La rue Donnée est une rue du quartier des pentes de la Croix-Rousse dans le 1er arrondissement de Lyon, en France.

## Situation et accès
La rue débute rue de l'Abbé-Rozier, et se termine rue Coysevox. La circulation se fait en sens unique avec un stationnement d'un seul côté.

## Histoire
Cette rue a été livrée gratuitement à la circulation par les propriétaires du clos des Capucins.